# بخش ماهیدشت
ماهیدشت یکی از بخش‌های شهرستان کرمانشاه در استان کرمانشاه است. تلفظ بومی ماهیدشت «مایِشت» است. ماهیدشت به معنای مادی دشت=(دشت مادها ) است. ماهیدشت در دوره اشکانیان به «نیستاه» معروف بود و به دلیل آب و هوا و مراتع خوب، محل پرورش اسب‌های تیزپای جنگاوران شاهنشاهی اشکانیان بوده‌است و به احتمال زیاد، در مسیر جادهٔ ابریشم قرار داشته‌ است. در زمان صفویه این ناحیه ماهیدشت نامیده شد و کاروانسرای شاه عباسی در آن بنا نهاده شد. این کاروانسرا در شمال شرقی ماهیدشت واقع شده‌است و از سنگ‌های حجاری شده عصر ساسانی و بقیه ساختمان از آجر و گچ می‌باشد. این کاروانسرا که احتمالاً در زمان شاه عباس دوم بنا شده، در سال ۱۲۷۵ هجری قمری هنگام سلطنت ناصرالدین شاه تعمیر شده‌ است.

## رودخانه مرگ
This template is currently non-functional due to T39256.

رودخانه مرگ (مِرِگ) که در برخی گویشهای محلی مِری هم تلفظ می‌شود، نام یکی از رودخانه‌های استان کرمانشاه است. رودخانه مِرِگ از سرابِ سر فیروز آباد کرمانشاه در جنوب غربی ماهیدشت سرچشمه می‌گیرد و در شمال شرقی روستای میر عزیزی به رودخانه قره سو می‌ریزد. این رودخانه پس از عبور از ماهیدشت و دریافت آب از سراب کاشنبه وارد دشت‌های کوزران می‌شود و در آنجا به رودخانه زرد آب متصل و سپس در جایی به نام کوه ویس به رودخانه قره سو می‌ریزد.
وضعیت کنونی
مِرِگ تا پیش از کاهش سطح بارندگی در کشور و بحران آب در ایران یکی از رودخانه‌های چهار فصل بود، اما در یک دهه گذشته، تنها در اواخر پاییز، در فصل زمستان و اوایل بهار است که در بخشهایی از خطوط رودخانه بر اثر جاری شدن سیل یا سرازیر شدن آب از کوه پایه‌های اطراف به سمت مِرِگ، آب به جریان می‌افتد و این رودخانه در اواخر بهار، در فصل تابستان و اوایل پاییز تقریباً یک رودخانه خشک است.

## نام و تاریخ
لسترنج در کتاب شهرستانهای خلافت شرقی ترجمه عربی ص۲۳۷ میگوید: دو کوره ماسبذان و مهرجانکذک از مهین شهرهای آن سیروان و سیمره است و هنوز این دو شهر به گونه دوتل جایگاه آنها باقی مانده است. ماسبذان نیز هم اکنون در جنوب ماهیدشت است و قزوینی درباره کانیهای ماسبذان از گوگرد و پوره و زاغ یاد کرده است. «مایََشت مرغزار» نام آوریست که در روزگار هخامنشی می زیسته و از رودخانه مِرِگ گذر کرده است.

## تقسیمات کشوری
ماهیدشت در زبان محاوره محلی، مایشت یا مایدشت تلفظ می‌شود.
- بخش ماهیدشت
  - دهستان چقانرگس
  - دهستان ماهیدشت
  - دهستان ماهیدشت بالا(سرفیروزآباد)

در گذشته ماهیدشت وسعت بیشتری داشته است.
نقاط شهری: ماهیدشت هلشی

## جمعیت
بنابر سرشماری مرکز آمار ایران جمعیت بخش ماهیدشت شهرستان کرمانشاه در سال ۱۳۹۵ برابر با ۱۸٬۶۲۸ نفر بوده‌ است.

## صنعت و اقتصاد
ماهیدشت به دلیل موقعیت استراتژیکی منحصر به فرد اش جزو نقاط صنعتی کرمانشاه بوده و کارخانه سیمان سامان غرب، مجتمع کشت و صنعت ماهیدشت (نازگل) و … در این منطقه قرار گرفته ‌است.
ماهیدشت به دلیل زمین‌های حاصلخیز و منطقهٔ خوش آب و هوا و همجواری با رودخانه مرگ از دیرباز قطب کشاوزی منقطه بوده و محصولات متنوعی از قبل گندم، جو، چغندر، سیب زمینی، ذرت، پیاز و … به خوبی در این منطقه پرورش میابد. همچین درگذشته کشت توتون و خشخاش نیز بسیار رواج داشته.
- محیط دانشگاهی= مرکز آموزش علمی کاربردی جهاد کشاورزی ماهیدشت همه ساله پذیرای دانشجویان و علم آموزان از تمام نقاط ایران می‌باشد.

## پرورش اسب
ماهیدشت از دیرباز همانند تمام منطقه های کردنشین محل پرورش اسب بوده و در زمان اشکانیان، اسب‌های جنگاور از این منطقه تهیه می‌شده‌اند. همه ساله شو اسب اصیل کردی ماهیدشت به همراه جشن خوشه (جشن خرمن) در این شهر برگزار می‌شود.

## مکان های تاریخی
- ماهیدشت به دلیل دشت‌های بسیار وسیع و همجواری با رشته کوه‌های زاگرس، مکان بکری برای گردشگران پدیدآورده است که همه ساله طیف بسیار وسیعی از دوست داران طبیعت را به سمت خود جذب می‌کند. سراب کاشنبه، منطقهٔ مها و پل قدیمی رودخانه مرگ، تنگه مرصاد، کاروانسرای شاه عباسی ، جنگل های بلوط در جنوب ماهیدشت و … از جاذبه‌های دیدنی این منطقه می‌باشد.

- کاروانسرای شاه عباسی

This template is currently non-functional due to T39256.

این کاروانسرا به شکل مربع وابعاد۷۰ در۷۰ متر و به صورت چهار ایوانی است. طرفین ورودی بنا با ده طاقنما تزئین شده‌است. حیاط مرکزی بنا نیز به صورت مربع و در اطراف آن طاقهای متعدد و در پشت اطاقها اصطبل‌ها ساخته شده‌است. پی بنا از سنگهای حجاری شده عصر ساسانی و بقیه ساختمان از آجر و گچ می‌باشد. این کاروانسرا که احتمالاً در زمان شاه عباس دوم بنا شده، در سال ۱۲۷۵ ه‍.ق هنگام سلطنت ناصر الدین شاه تعمیر شده‌است.
- پل ماهیدشت (پل مرگ)

This template is currently non-functional due to T39256.

این پل در داخل شهر ماهیدشت، بر سر راه کرمانشاه به اسلام‌آباد و بر روی رودخانه دائمی مرگ ساخته شده‌است. این پل دارای دوپایه سنگی است. پل ماهیدشت داری سه دهانه می‌باشد که دهانه میانی، دهانه اصلی محسوب می‌شود. این پل که اکنون محلی بری تردد اهالی شهر ماهیدشت می‌باشد، در گذشته محل تردد کاروانیانی بوده که به کاروانسرای ماهیدشت، تردد می‌کردند. اگر چه کتیبهٔ وجود ندارد تا زمان ساخت این پل را مشخص کند ولی از آن جایی که به فاصله کمی از کاروانسرا ساخته شده، احتمالاً در ارتباط با کاروانسرا و همزمان با آن است.
- تنگه مرصاد

این تنگه در ضلع غربی شهر ماهیدشت قرار گرفته‌است که عملیات مرصاد یا عملیات فروغ جاویدان در سال ۱۳۶۷ در این منطقه اتفاق افتاد.
- منطقه شاه پسند=در افسانه‌ها آمده‌است که این منطقه در زمان‌های قدیم به دلیل آب و هوای خوش، تفرج گاه پادشاهان بوده‌است.

## جغرافیای منطقه
ماهیدشت شهری است از نواحی شهر کرمانشاه. ولایتی است قریب پنجاه پاره دیه بود و در صحرایی واقع است که متصل میدان بزرگ است و علفزارهای در غایت خوب است و هوایی معتدل دارد و آبش از کوه‌هایی که در آن حدود است برمی‌خیزد. (نزهةالقلوب، جزء ۳ ص ۱۰۸). (یادداشت به خط مرحوم دهخدا. لغت نامه دهخدا).
ماهیدشت و هارون آباد و فیروزآباد از بلوکات کرمانشاهان است. حد شمالی آن روان سر و حد شرقی آن کرمانشاه و حدجنوبی لرستان و حد غربی رود کرند است. اراضی آن حاصلخیز و ییلاق ایل‌های کلهر و سنجابی است. همان است که یاقوت مایدشت می‌گوید یعنی قلعه و بلده‌ای از نواحی خانقین. نام محلی کنار راه کرمانشاه و قصرشیرین میان قمشه و شاه پسند در ۵۹۷ هزارگزی تهران. (یادداشت به خط مرحوم دهخدا). یکی از دهستان‌های بخش مرکزی شهرستان کرمانشاهان و حدود جغرافیایی آن به قرار ذیل است: شمال کوه سفید واقع شده که همه جا حد طبیعی ماهیدشت با دهستان‌های دروفرامان و حومهٔ شهرستان کرمانشاه محسوب می‌گردد. جنوب سلسلهٔ ارتفاعات جنوب ماهیدشت، مشرق دهستان بالاوند زردلان و مغرب بخش سنجابی. دشت ماهیدشت به عرض تقریبی ۶ الی ۱۲ هزار گز و به طول ۸۰ هزار گز (از سامله تا قلعهٔ داراب خان) بین دو رشته کوهستان واقع شده و رودخانهٔ مرک از وسط این دشت می‌گذرد که مهم‌ترین رودخانهٔ ماهیدشت است و اکثر قریه‌های مهم این دهستان در طول و طرفین این رودخانه واقع شده‌است. محصول عمدهٔ ماهیدشت غلات است که به صورت دیم بعمل می‌آید و این دشت حاصلخیزترین نقاط شهرستان کرمانشاه محسوب می‌شود. ماهیدشت از نظر آمار به دو حوزه تقسیم شده‌است. ۱- حوزهٔ ۴ یعنی قسمت علیا از ۹۷ آبادی تشکیل شده و جمعیت آن در حدود ۱۴ هزار نفر و قرای مهم آن به شرح ذیل است: سرونو، قیماس، فیروزآباد، باغ طیقون، طاویران. ۲- حوزهٔ ۵ یعنی ماهیدشت پایین که در مغرب و قسمت سفلی دشت واقع شده و از ۶۱ آبادی تشکیل شده‌است و ۱۸ هزارتن سکنه دارد. مرکز دهستان قصبهٔ رباط و قریه‌های مهم آن به شرح ذیل است: قلعه داراب خان، قمشه‌ها، سامره، ریگل (ریخل)، قلعه نجفعلی خان، مرادپاشایی، جامه 
شوران، چقابلک علی رضا ..

## مردم
مردمان ماهیدشت از اقوام کردو لک،شبانکاره(شوانکاره) ،کلهر، سنجابی ،زنگنه و لک هستند. گویش مردمان ماهیدشت کردی کرمانشاهی ولکی است که در قسمت‌هایی روستاهای لک زبان وجود دارد.